# شهرستان طور الباحه
ناحیهٔ طور الباحه (به عربی: مدیریة طور الباحة) یک ناحیه در یمن است که در استان لحج واقع شده‌است.
ناحیهٔ طور الباحه ۴۷۹٬۴۲۶ نفر جمعیت دارد.